# Aloe anivoranoensis
Aloe anivoranoensis är en grästrädsväxtart som först beskrevs av Werner Rauh och Hebding, och fick sitt nu gällande namn av Leonard Eric Newton och Gordon Douglas Rowley. Aloe anivoranoensis ingår i släktet Aloe och familjen grästrädsväxter. Inga underarter finns listade i Catalogue of Life.